# 吉米·基伊
詹姆斯·愛德華·基伊（英語：James Edward Key，1961年4月22日—），為前美國職棒大聯盟的投手。生涯曾效力過藍鳥、洋基與金鶯等隊。1987年，他拿下17勝8敗，防禦率2.76為美聯最佳。1993年，他拿下18勝6敗，防禦率3.00。他分別在藍鳥和洋基各拿下一次世界大賽冠軍，而這兩次都是打敗勇士。

## 職業生涯

### 多倫多藍鳥
藍鳥在1982年大聯盟選秀的第三輪選進基伊。1984年4月6日，基伊登上大聯盟。整季他拿下10次救援成功，防禦率4.65。
1985年，藍鳥將基伊拉進先發輪值。藍鳥也在這年首次闖進季後賽。1987年，基伊以2.76的防禦率拿下聯盟防禦率王。他在賽揚獎票選上拿下第二名，僅次於羅傑·克萊門斯。
1992年世界大賽第4場，基伊先發7+2⁄3局僅失1分，幫助藍鳥2比1贏球，系列賽率先聽牌。後來他在第6場的延長賽登板，並幫助球隊順利拿下世界大賽冠軍。

### 紐約洋基
1992年12月10日，基伊與洋基簽下4年合約。他在前三個球季共拿下49勝，其中1994年他更是拿下17勝，而且那年還因為罷工事件導致球季縮水。
1996年世界大賽第六場，洋基派出基伊與「瘋狗」葛瑞格·麥達克斯對決，最終基伊順利拿下勝投，幫助洋基拿下睽違已久的世界大賽冠軍。

### 巴爾的摩金鶯
1996年12月10日，基伊與金鶯簽約。他在金鶯兩年期間共拿下22勝13敗。

## 退休
1998年球季結束後退休。

## 技術特點
基伊的控球能力相當出色，三振保送比也很漂亮。他雖然不是速球型投手，但他把球控制在好球帶邊緣的能力很傑出。此外，他牽制一壘的技巧也很厲害。他曾經在1992年世界大賽第4場將快腿Otis Nixon牽制出局。
儘管基伊在生涯後期受到傷勢影響球威，但他生涯從未接受過湯米約翰手術。1988年，他曾進行手術移除骨刺，還因此休息了幾個月。

## 生涯成績
| 勝投 | 敗投 | 防禦率 | 出賽場次 | 先發 | 完投 | 完封 | 投球局數  | 安打  | 失分  | 自責分 | 全壘打 | 保送 | 三振  | 暴投 | 觸身球 |
| ---- | ---- | ------ | -------- | ---- | ---- | ---- | --------- | ----- | ----- | ------ | ------ | ---- | ----- | ---- | ------ |
| 184  | 117  | 3.51   | 470      | 389  | 34   | 10   | 2,591+2⁄3 | 2,518 | 1,104 | 1,010  | 254    | 668  | 1,538 | 50   | 38     |

## 參看
- 美國職棒大聯盟勝投王
- 美國職棒大聯盟防禦率王

## 外部連結
- 球員資訊和成績在MLB ，ESPN，Retrosheet ，Baseball Reference ，Fangraphs ，The Baseball Cube ，Baseball Almanac （英文）

| 前任： 馬克·朗斯頓 | 美聯明星賽先發投手 1994年 | 繼任： 藍迪·強森 |